# Бошотени (Бакау)
Бошотени (рум. Boșoteni) насеље је у Румунији у округу Бакау у општини Берешти-Тазлау. Oпштина се налази на надморској висини од 290 m.

## Становништво
Према подацима из 2002. године у насељу је живело 480 становника, од којих су сви румунске националности.